# Géologie structurale
La géologie structurale ou analyse structurale est la description et l'interprétation des déformations subies à différentes échelles par les roches, ainsi que la recherche des forces, ou contraintes qui en sont la cause. Les formes issues de ces processus géologiques sont qualifiées de structures et les agencements granulaires internes de microstructures. L'action de transformation est toujours une déformation, qui fait passer un ensemble rocheux d'une structure à une autre.
Cette discipline scientifique se distingue de la tectonique qui étudie les déformations de la croûte terrestre et du manteau lithosphérique. Elle se distingue aussi de la géodynamique qui étudie l'ensemble des processus (géologie structurale, tectonique, mais aussi métamorphisme, magmatisme, géophysique, sédimentologie, géomorphologie). qui se produisent dans la lithosphère. Les résultats d'une étude structurale trouvent leur application dans la compréhension de la tectonique d'une région. La géologie structurale est donc souvent enseignée dans le cadre de la tectonique et de la géomorphologie structurale.

## Les principales structures géologiques
Une partie des structures est acquise dès la formation des ensembles géologiques. C'est le cas des structures dites tabulaires et monoclinales, et des structures engendrées par le plutonisme ou le volcanisme. Mais le terme de structures s'applique plus particulièrement aux déformations ayant affecté les ensembles géologiques. Les géologues répartissent ces dernières en deux grands groupes : les structures cassantes et les structures plissées.

### Structures tabulaires
Dans certaines régions les couches géologiques, dans leur position originelle, sont disposées horizontalement les unes au-dessus des autres ou à très faible pendage (inclinaison < 1°). Ces régions ont une structure  aclinale (littéralement « sans inclinaison »), dite aussi tabulaire (littéralement « comme une table »). Lorsque la direction et le pendage des couches sont constants et réguliers (inclinaison de 2 à 15° dans les bassins sédimentaires, mais elle peut atteindre localement 45°), la structure est dite monoclinale  (littéralement « une seule inclinaison », résultant du basculement des terrains de quelques degrés lié à l'activité tectonique
de la région) dans laquelle alternent des formations plus ou moins dures ou tendres.
Le réseau hydrographique n'est pas guidé par les couches horizontales, il est dit inséquent. Il peut être contrôlé (on dit aussi adapté) par le relief monoclinal. Si un cours d'eau se loge au pied d'un front de cuesta, il est dit orthoclinal ou subséquent. Si une rivière s'installe suivant la pente des couches, elle est dite cataclinale (ou conséquente). Lorsque le front d'une cuesta est entaillé par un cours d'eau venant de la dépression, il se forme un entonnoir de percée cataclinale. Si le cours d'eau coule dans le sens inverse des couches, il est dite anaclinal (ou obséquent). Prenant sa source sur le front, il est affluent des rivières orthoclinales et échancre le front en lui donnant un profil lobé,.
La forme majeure du relief tabulaire est une plate-forme structurale, plateau présentant une topographie relativement horizontale, plus ou moins plane, parfois ondulée ou érodée et située en altitude au-dessus des régions environnantes (vallées et plaines). Elle est incisée par des vallées plus ou moins régulièrement dégagées ou alluvionnées par les cours d'eau, et se termine sur ses rebords par un coteau (pendage inférieur à 1°) constitué d'une corniche surmontant un talus. Les cours d'eau importants ne coulent par à la surface plateau. Ils forment un réseau hydrographique en périphérie ou creusent dans le plateau des vallées profondes aux flancs parfois raides (gorges ou canyons) dans lesquels les couches dures peuvent former des gradins réguliers (vires ou plateaux étagés par des escarpements). Le coteau peut présenter un tracé rectiligne ou, au contraire, être festonné par de multiples reculées. La forme majeure du relief monoclinal est la cuesta (inclinaison de 2 à 15°), relief monoclinal dissymétrique qui peut s'observer à toute échelle (décamétrique à kilométrique). Il est constitué par un escarpement (le front anaclinal), un versant opposé au front (le revers cataclinal) et une dépression orthoclinale établie au pied du front dans la partie inférieure des couches tendres (argiles et marnes) et au niveau de laquelle coulent les rivières.
Le profil longitudinal des escarpements aclinaux et monoclinaux est déterminé par de nombreux facteurs de différenciation (rapport de dureté de la couche dure et de la couche tendre, épaisseur relative des deux couches, facteurs bioclimatiques qui affectent les processus d'érosion des versants).

Galerie
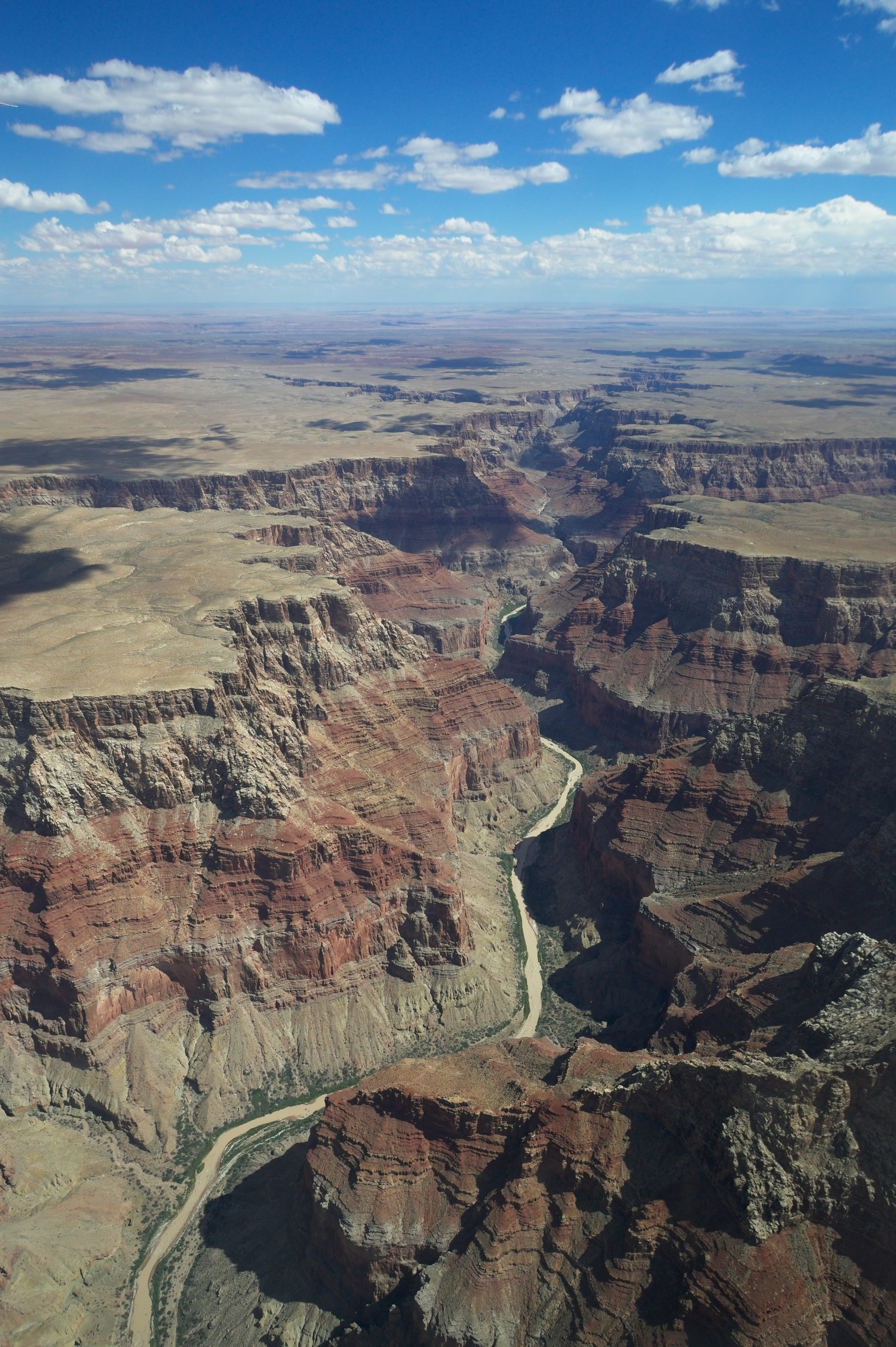
Structure tabulaire du plateau du Colorado. L'ampleur du soulèvement est à l'origine de l'enfoncement vertical en gorge du Colorado, cours d'eau inséquent qui a scié le Grand Canyon.
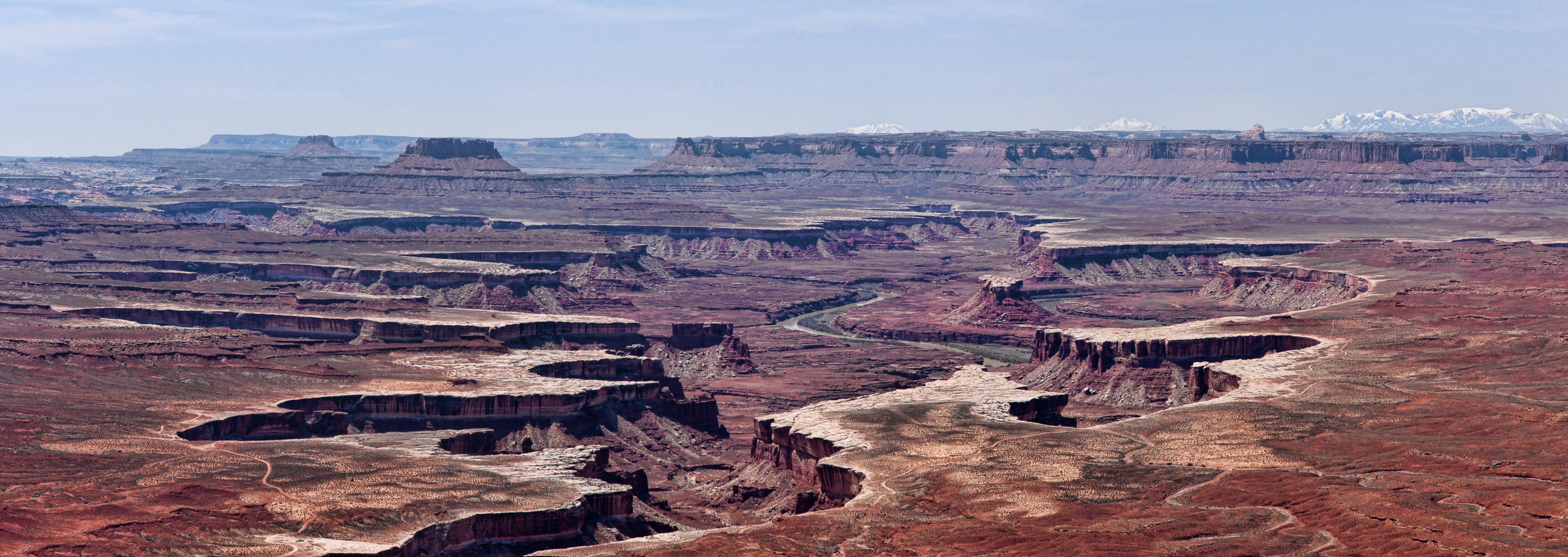
Domaine tabulaire du parc national des Canyonlands avec ses versants formés de hauts plateaux étagés.
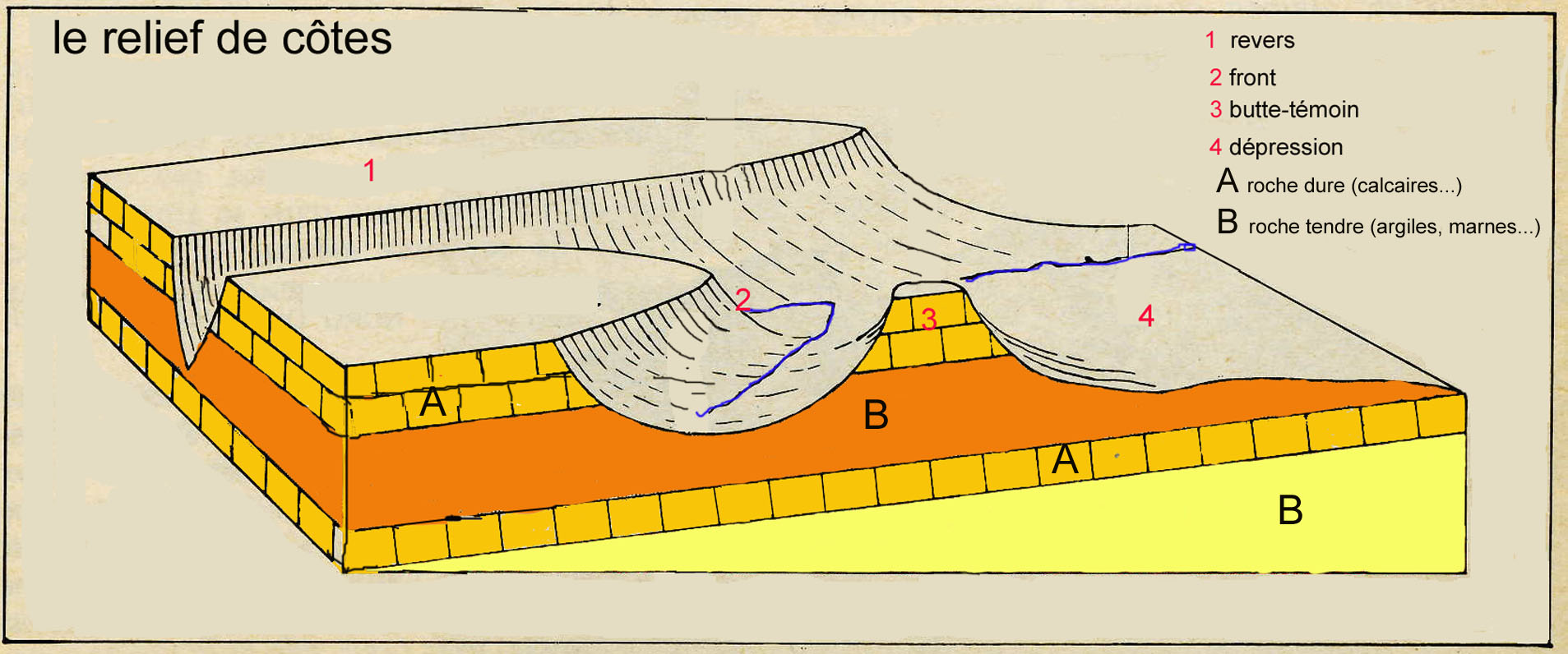
Bloc-diagramme simplifié du relief de côte constitué par un front anaclinal, un revers cataclinal et une dépression orthoclinale.

Règle du V dans la vallée : l'ouverture du V est proportionnelle à l'inclinaison, la pointe du V indique le sens de plongement
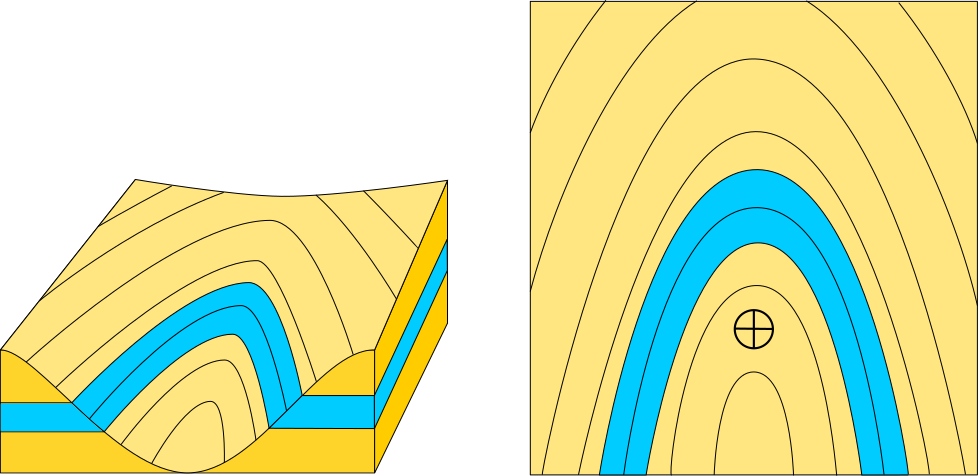
Affleurement d'une couche horizontale (pendage nul).
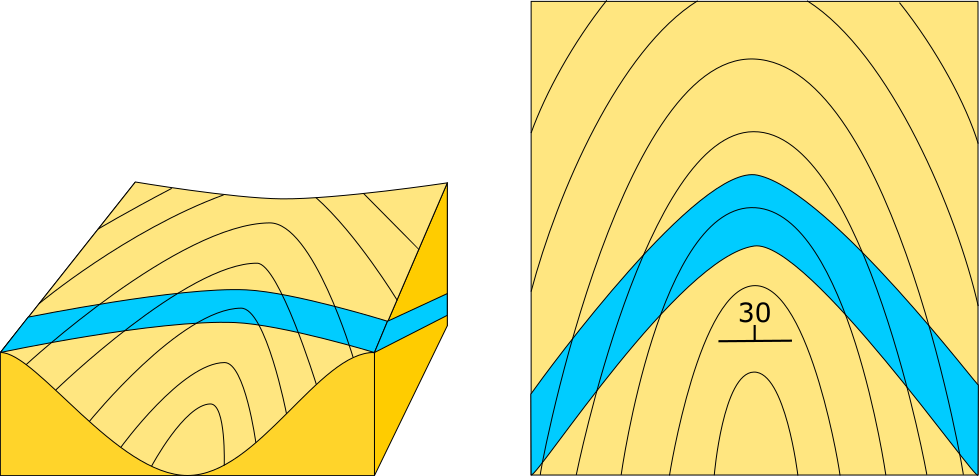
Pendage oblique faible.
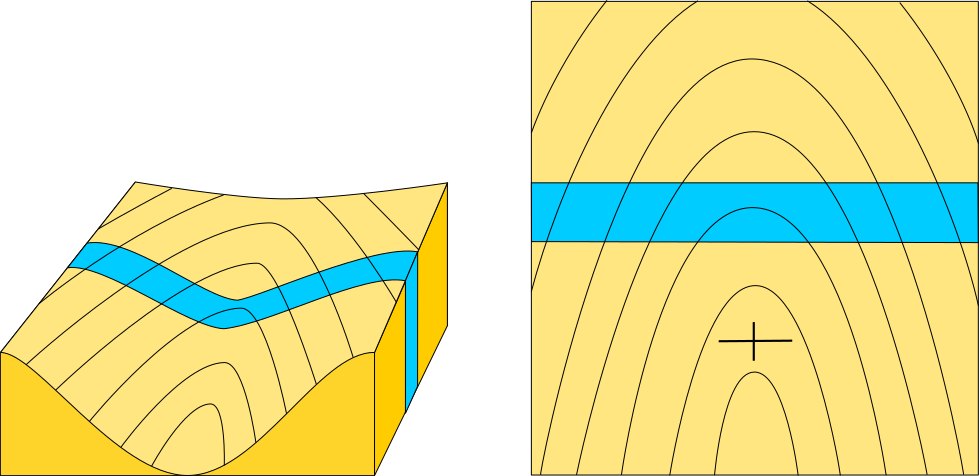
Pendage vertical.
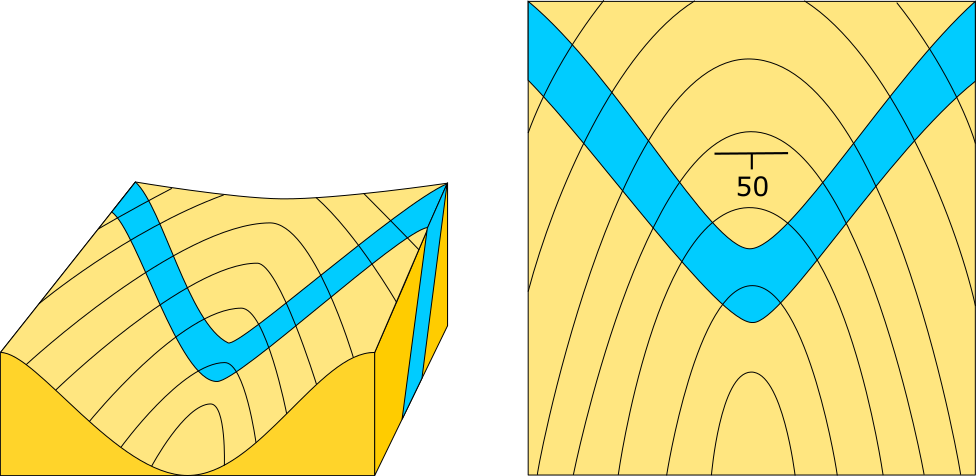
L'affleurement dessine un V dont la pointe est dans le sens opposé du pendage.

### Structures cassantes
Parmi les processus de déformation étudiés, les principaux sont :
- la fracture des roches (en) (dite « déformation fragile » ou « déformation cassante »)  avec ou sans rejet. Cette rupture se fait le long de plans isolant des compartiments qui  peuvent se déplacer l'un par rapport à l'autre[8].

| Ruptures sans déplacement visible | Ruptures avec déplacement visible                    |
| --------------------------------- | ---------------------------------------------------- |
| Fissures : fractures ouvertes     | Faille : rejet centimétrique à kilométrique          |
| Diaclases : fractures fermées     | Charriage : chevauchement à rejet pluri-kilométrique |

### Structures plissées
- le plissement (dite « déformation ductile ») ;
- la déformation plastique des roches (dite « déformation pénétrative ») ;

## Microstructures
L'analyse microstructurale des minéraux, étudie la déformation au cours de la croissance cristalline des composants des roches.